# Chaetogammarus obtusidens
Chaetogammarus obtusidens is een vlokreeftensoort uit de familie van de Gammaridae. De wetenschappelijke naam van de soort is voor het eerst geldig gepubliceerd in 1972 door Pinkster & Stock.